# Henri Desbordes
Henri Desbordes (ook wel: Henry Desbordes of Hendrick Desbordes) (1649 - 1722) was een drukker die uit Frankrijk vluchtte, waarna hij in de periode van 1683 tot 1722 actief was als boekverkoper in Amsterdam. 

## Levensloop
Henri Desbordes was een hugenoot die door zijn overtuiging op de vlucht moest slaan naar de Republiek. In Amsterdam werd hij in 1682 lid van het boekverkopersgilde. In de Kalverstraat bij de Gapersteeg begon hij een boekhandel.
In juli 1695 overleed zijn eerste kind, waarna in maart 1699 nog een kind overleed. Zij werden begraven in de Westerkerk en de Waalse Kerk. Henri Desbordes was getrouwd met Marie Tremblaij, die in 1706 overleed en eveneens werd begraven in de Waalse kerk. Zij liet twee kinderen achter, die in 1706 nog minderjarig waren. Na de dood van Marie Tremblaij ging Henri Desbordes in 1709 in ondertrouw met Anna Texier van Blois, weduwe van Moise Belanger. In 1722 overleed Desbordes op 72-jarige leeftijd. Hij werd begraven in de Waalse Kerk.

## Carrière

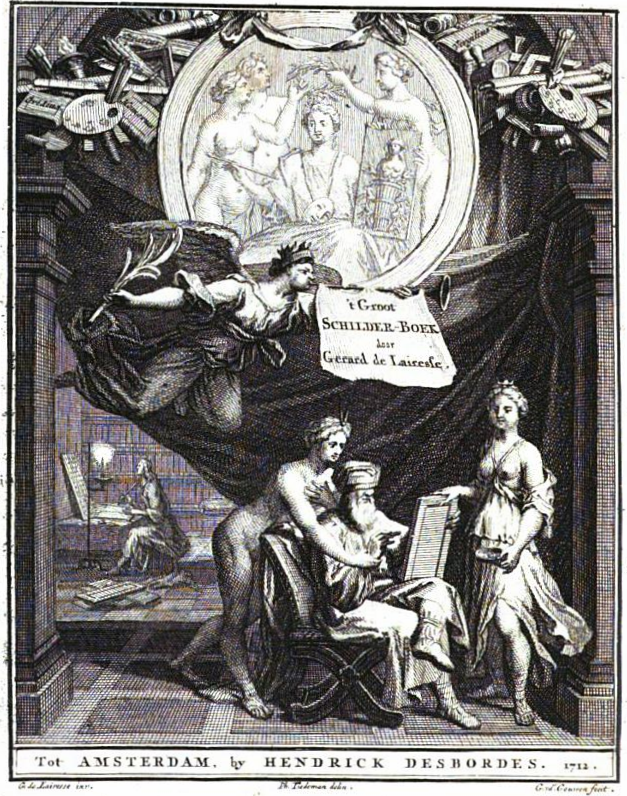
Gerard de Lairesse - Philip Tideman - G van der Gouwe - Hendrick Desbordes

In zijn boekwinkel te Saumur verkocht Desbordes boeken aan predikanten en theologiestudenten van de lokale protestantse school. In 1682 belandde Desbordes in de gevangenis omdat hij verdacht werd van het drukken van Pierre Jurieus Préservatif contre le changement de religion, een anti-katholiek werk. In 1682 vluchtte Desbordes naar Amsterdam, waar hij lid werd van het boekverkopersgilde. Aldaar begon hij een boekhandel aan de Kalverstraat. In deze periode waren meer Hugenoten actief in de Republiek in het boekenvak, maar Desbordes was een van de meest succesvolle Hugenoten die zich in de Republiek als boekverkoper gevestigd had. Onder zijn naam verschenen voornamelijk Franse werken, maar ook enkele werken in het Latijn. Onder zijn naam verschenen onder andere de titels: Nouvelles de la république des lettres (vanaf 1684), het vijfdelige Oeuvres van François Rabelais in 1711 en het in 1712 Groot schilderboek van Gerard de Lairesse. Daarnaast verschenen bij hem pamfletten tegen Lodewijk XIV. Ook verkocht Desbordes zijn boeken op veilingen.

## Uitgaven
- Pierre Jurieu (1683). Préservatif contre le changement de religion. H. Desbordes, Amsterdam.
- Pierre Bayle et. al. (1687). Nouvelles de la republique des lettres. 38 delen. H. Desbordes, Amsterdam.
- Gérard de Lairesse (1712). Groot schilderboek, waar in de schilderkonst [...] werd onderweezen. Heruitgave. H. Desbordes, Amsterdam.